# Toni Morrison
Toni Morrison (tên khai sinh Chloe Anthony Wofford; 18 tháng 2 năm 1931 – 5 tháng 8 năm 2019) là nhà văn nữ Mỹ đoạt giải Pulitzer cho tác phẩm hư cấu năm 1988, Giải thưởng Sách Mỹ cho Beloved (1987) và giải Nobel Văn học năm 1993. Vào năm 1996, Tài trợ quốc gia cho nhân văn đã chọn bà cho Jefferson Lecture, vinh dự cao nhất của chính phủ liên bang Hoa Kỳ về thành tựu trong nhân văn. Cũng trong năm đó, bà đã được vinh danh với Huân chương đóng góp nổi bật của National Book Foundation. Morrison đã viết libretto cho một vở opera mới, Margaret Garner, được trình diễn lần đầu tiên vào năm 2005. Vào ngày 29 tháng 5 năm 2012, Tổng thống Barack Obama đã trao tặng Morrison với Huân chương Tự do của Tổng thống. Vào năm 2016, bà đã nhận được PEN/Saul Bellow Award cho thành tựu trong tiểu thuyết Mỹ.

## Tiểu sử
Morrison sinh ở Lorain, Ohio, là con thứ hai trong một gia đình công nhân da đen có bốn người con. Morrison lớn lên cùng cuộc Đại Suy thoái trong thập niên 1930 ở nước Mỹ và bộc lộ niềm yêu thích văn học từ rất sớm. Thuở nhỏ, bà học tiếng Latin, đọc các tác phẩm của văn học Nga, Anh và Pháp. Trong số các tác giả bà yêu thích có Austen và Tolstoy. Năm 1945 tốt nghiệp trung học loại ưu, Morrison học ngành khoa học xã hội tại Đại học Howard và hoàn thành chương trình cao học tại Đại học Cornell, sau đó làm giảng viên tại Đại học Texas, Đại học Howard và Đại học Yale. Biệt danh Toni có từ những ngày còn học ở đại học. Năm 1958 bà lấy chồng là Harold Morrison, có hai con là Harold và Slade. Năm 1964 hai người ly dị, Morrison làm trợ lý biên tập của nhà xuất bản Random House chuyên sách giáo khoa tiểu bang New York. Đến năm 1967 bà trở thành biên tập viên chính, biên tập sách của nhiều nhà văn nổi tiếng. Năm 1970, Morrison cho xuất bản cuốn tiểu thuyết đầu tay The Bluest Eye (Mắt biếc) thu hút sự chú ý của các nhà phê bình và công chúng nhờ việc mô tả sâu sắc cuộc sống và số phận những người Mỹ gốc Phi. Tác phẩm nói về tác động của những thành kiến chủng tộc đến một cô gái da đen mơ ước mình có đôi mắt xanh biếc, biểu tượng cái đẹp của người Mỹ da trắng.
Năm 1973, tiểu thuyết Sula của Toni Morrison trở thành sách best-seller và được trao Giải thưởng sách Quốc gia. Hai năm 1976, 1977 bà giảng dạy ở Đại học Yale và viết tiểu thuyết Song of Solomon (Bài ca Solomon), được trao Giải thưởng phê bình sách Quốc gia và Giải thưởng của Viện Hàn lâm Văn học và Nghệ thuật Mỹ. Từ năm 1989 Morrison giữ chức giáo sư Đại học Princeton, chuyên gia văn học Mỹ – Phi, viết phê bình và đi thỉnh giảng. Kể từ năm 1981, bà là thành viên Viện Hàn lâm Văn học và Nghệ thuật Mỹ, Viện Hàn lâm các Khoa học xã hội và Khoa học chính xác Mỹ. Toni Morrison đã nhận được nhiều giải thưởng văn học có uy tín, trong đó có giải Pulitzer năm 1988 cho tiểu thuyết Beloved (Người yêu dấu). Trong tác phẩm này, trở lại khai thác đề tài nô lệ, bà đã chỉ ra tác động kinh hoàng của kiếp nô lệ đến tình cảm của người làm mẹ. Sự việc xảy ra ở tiểu bang Ohio sau khi kết thúc nội chiến, câu chuyện một phụ nữ da đen cho rằng thà tự tay giết chết con gái mình còn hơn phải đưa con đi làm nô lệ. Tiểu thuyết Beloved được đánh giá là tác phẩm thành công nhất của Morrison. Năm 1993 bà được nhận giải Nobel, trở thành người phụ nữ da đen đầu tiên được trao giải thưởng cao quý này. Tiểu thuyết mới nhất của bà là Love (Tình yêu) xuất bản năm 2003.
Toni Morrison tích cực tham gia các phong trào đòi bình quyền phụ nữ, bà thường phát biểu trong những đại hội của phụ nữ da đen. Tác phẩm của bà được dịch ra nhiều thứ tiếng và là đối tượng của nhiều công trình nghiên cứu.
Morrison gây xôn xao dư luận khi gọi Bill Clinton là "Tổng thống da đen đầu tiên", bà giải thích "Clinton phô bày hầu hết những nét đặc trưng của dân da đen: Một cậu bé gốc Arkansas, sinh ra trong một gia đình nghèo không cha, thuộc tầng lớp lao động, chơi kèn saxophone, và mê thức ăn McDonald".

## Tác phẩm
- The Bluest Eye (Mắt biếc, 1970), tiểu thuyết
- Sula (1973), tiểu thuyết
- Song of Solomon (Bài ca Solomon, 1977), tiểu thuyết
- Tar Baby (Chú nhóc thủy thủ, 1981), tiểu thuyết
- Dreaming Emmett (Emmett mơ mộng, 1986), kịch
- Beloved (Người yêu dấu, 1987), tiểu thuyết
- Jazz (Nhạc Jazz, 1992), tiểu thuyết
- Playing in the Dark: Whiteness and The Literary Imagination (Chơi trong bóng tối: sắc trắng và tưởng tượng văn học, 1992), tiểu luận
- Racing Justice (Công bằng nơi trường đua, 1992), tiểu luận
- Paradise (Thiên đàng, 1998), tiểu thuyết
- The Big Box (Chiếc hộp lớn, 2000), truyện thiếu nhi
- The Book of Mean People (Sách của những người không tốt, 2001), truyện thiếu nhi
- Love (Tình yêu, 2003), tiểu thuyết
- A Mercy (Một ơn huệ, 2008), tiểu thuyết
- Home (Ngôi nhà, 2012), tiểu thuyết
- God Help the Child (2015), tiểu thuyết